# Unione Brasile
Unione Brasile (in portoghese União Brasil, abbreviato in UNIÃO) è un partito politico brasiliano di centro-destra nato nell'ottobre del 2021 dalla fusione tra Democratici e Partito Social-Liberale.
L'UNIÃO nasce per volontà degli elementi della destra moderata brasiliana che vedono con timore la polarizzazione dell'opinione pubblica tra sinistra lulista e destra bolsonarista, e che sostengono una politica impostata sulla collaborazione tra elementi della destra e della sinistra parlamentari.
In occasione delle elezioni del 2022, con il 9,3% dei voti si afferma come principale partito del centro-destra brasiliano, scavalcando i Progressisti.
Dopo le elezioni entra a far parte del governo Lula, con la partecipazione di due ministri.

## Ideologia e posizioni
L'UNIÃO si colloca come un partito di centro-destra. Il politologo Vinícius Vieira lo definisce come la versione brasiliana dei partiti liberali vicino alle istanze dell'elettorato di centro-destra insoddisfatto del Presidente Jair Bolsonaro.
Nel proprio manifesto il partito propugna l'austerità fiscale, le privatizzazioni e la riduzione degli oneri fiscali; al contempo si dice contrario allo Stato minimo, ribadendo il ruolo dello Stato in ambiti quali l'istruzione e la sanità. L'UNIÃO tutela la famiglia e la cultura brasiliana, e promuove la partecipazione femminile e delle minoranze etniche alla vita politica. Risulta il primo partito brasiliano vicino all'imprenditoria a riconoscere l'esistenza dei cambiamenti climatici e l'importanza delle azioni di mitigazione da parte dello Stato.